# MLB All-Star Game 1942
MLB All-Star Game 1942 – 10. Mecz Gwiazd ligi MLB, który rozegrano 6 lipca 1942 roku na stadionie Polo Grounds w Nowym Jorku. Mecz zakończył się zwycięstwem American League All-Stars 3–1. Spotkanie obejrzało 54 674 widzów.
Dzień później American League All-Stars rozegrali charytatywny mecz w Cleveland przeciwko drużynie złożonej z zawodników z MLB służących w U.S. Army i U.S. Navy podczas II wojny światowej. Spotkanie zakończyło się zwycięstwem American League 5–0, a mecz na Municipal Stadium obejrzało 62 094 widzów i 2000 żołnierzy.

## Wyjściowe składy
| American League | American League | American League | American League | National League | National League | National League | National League |
| #               | Zawodnik        | Klub            | Pozycja         | #               | Zawodnik        | Klub            | Pozycja         |
| --------------- | --------------- | --------------- | --------------- | --------------- | --------------- | --------------- | --------------- |
| 1               | Lou Boudreau    | Indians         | SS              | 1               | Jimmy Brown     | Cardinals       | 2B              |
| 2               | Tommy Henrich   | Yankees         | RF              | 2               | Arky Vaughan    | Dodgers         | 3B              |
| 3               | Ted Williams    | Red Sox         | LF              | 3               | Pete Reiser     | Dodgers         | CF              |
| 4               | Joe DiMaggio    | Yankees         | CF              | 4               | Johnny Mize     | Giants          | 1B              |
| 5               | Rudy York       | Tigers          | 1B              | 5               | Mel Ott         | Giants          | RF              |
| 6               | Joe Gordon      | Yankees         | 2B              | 6               | Joe Medwick     | Dodgers         | LF              |
| 7               | Ken Keltner     | Indians         | 3B              | 7               | Walker Cooper   | Cardinals       | C               |
| 8               | Birdie Tebbetts | Tigers          | C               | 8               | Eddie Miller    | Braves          | SS              |
| 9               | Spud Chandler   | Yankees         | P               | 9               | Mort Cooper     | Cardinals       | P               |

| American League | 3 | 0 | 0 | 0 | 0 | 0 | 0 | 0 | 0 | 3 | 7 | 0 |
| National League | 0 | 0 | 0 | 0 | 0 | 0 | 0 | 1 | 0 | 1 | 6 | 1 |
| WP: Spud Chandler (1–0) LP: Mort Cooper (0–1) SV: Al Benton (1) Home runy: AL: Lou Boudreau (1), Rudy York (1) NL: Mickey Owen (1) |   |   |   |   |   |   |   |   |   |   |   |   |

## Składy
| Miotacze - Mort Cooper (1) - Paul Derringer (6) - Carl Hubbell (9) - Cliff Melton (1) - Claude Passeau (2) - Bucky Walters (4) - Ray Starr (1) - Johnny Vander Meer (3) - Whit Wyatt (4) Łapacze - Walker Cooper (1) - Ernie Lombardi (6) - Mickey Owen (2) |  | Wewnątrzpolowi - Johnny Mize (5) - Jimmy Brown (1) - Arky Vaughan (9) - Eddie Miller (3) - Frank McCormick (5) - Billy Herman (9) - Bob Elliott (2) - Pee Wee Reese (1) Zapolowi - Joe Medwick (9) - Pete Reiser (2) - Mel Ott (9) - Terry Moore (4) - Danny Litwhiler (1) - Willard Marshall (1) - Enos Slaughter (2) |  | Menadżer - Leo Durocher Trenerzy - Bucky Harris - Frankie Frisch |

| Miotacze - Spud Chandler (1) - Jim Bagby, Jr. (1) - Al Benton (2) - Tiny Bonham (1) - Sid Hudson (2) - Tex Hughson (1) - Hal Newhouser (1) - Red Ruffing (6) - Eddie Smith (2) Łapacze - Birdie Tebbetts (2) - Bill Dickey (9) - Buddy Rosar (1) - Hal Wagner (1) |  | Wewnątrzpolowi - Rudy York (3) - Joe Gordon (4) - Ken Keltner (3) - Lou Boudreau (3) - George McQuinn (8) - Phil Rizzuto (1) Zapolowi - Ted Williams (3) - Joe DiMaggio (7) - Tommy Henrich (1) - Bob Johnson (5) - Dom DiMaggio (2) - Stan Spence (1) |  | Menadżer - Joe McCarthy Trenerzy - Bill McKechnie - Art Fletcher |

- W nawiasie podano liczbę występów w All-Star Game.